# مكسيم فلاسوف (ملاكم)
مكسيم فلاسوف (بالروسية: Власов, Максим) مواليد 11 سبتمبر 1986 في سامارا، هو ملاكم محترف روسي يصنف ضمن فئة الوزن الثقيل.

## إحصائيات
خاض خلال مسيرته 45 نزالًا، فاز في 42 ولم يتعادل في أي نزال وخسر في ثلاثة. فاز بالضربة القاضية في 25 نزالًا.

## روابط خارجية
- مكسيم فلاسوف على موقع بوكس ريك (الإنجليزية) (registration required)